# سولينداك
سولينداك هو من مضادات الالتهاب اللاستيرويدية يستخدم كمسكن للآلام وخافض حرارة وفي التهابات المفاصل المزمنة.